# Dissodactylus borradailei
Dissodactylus borradailei är en kräftdjursart som beskrevs av M. J. Rathbun 1918. Dissodactylus borradailei ingår i släktet Dissodactylus och familjen Pinnotheridae. Inga underarter finns listade i Catalogue of Life.